# Awake (альбом Godsmack)
| Оценки критиков      | Оценки критиков |
| Источник             | Оценка          |
| -------------------- | --------------- |
| AllMusic             | [ 3 ]           |
| Entertainment Weekly | (C−)            |
| Robert Christgau     | [ 5 ]           |
| Rolling Stone        | [ 6 ]           |
| Q                    | · (6/01, p.106) |

Awake — второй студийный альбом группы Godsmack, выпущенный 31 октября 2000 года. В альбоме есть песня «Goin' Down», которая впервые появилась на первой студийной записи группы, All Wound Up. Awake — единственный альбом Godsmack, записанный с участием барабанщика Томми Стюарта.
C середины 2000 года песни Sick of Life и Awake стали использоваться в роликах ВМС США — «Accelerate Your Life».

## Запись и выпуск
Группа решила перебраться в город Хейверилл в импровизированную студию, а не в более традиционную студийную обстановку. По словам Салли Эрны, группа просто не хотела ехать в какую-либо роскошную студию, потому что они хотели сохранить край для написания и «не уходить слишком далеко от того, что мы делаем». Поэтому они просто оставались в трущобах, вместо того чтобы жить в роскоши. Эрна говорит, что результаты показывают более «жёсткое» звучание музыки; «однако у неё есть очень необработанная грань». «Она не очень отполирована», — говорит он. — «Но у неё всё ещё много хороших насечек, и они всё ещё обладают большой мощностью». Альбом включает в себя старые песни, которые не были включены в предыдущий альбом. «Goin' Down» — это трек с дебютного альбома Godsmack, который был исключён из треклиста в пользу песни «Whatever», которая была выпущена как сингл на крупном лейбле. Песни «Bad Magick» и «Vampires» также могли быть включены в Godsmack, но этого не случилось, но группа перезаписали их и в итоге были включены в альбом Awake.
Awake дебютировал на 5-м месте в чарте Billboard 200, с проданными 256 000 копиями за первую неделю после выпуска. Диск был продан мульти-платиновым тиражом — более 2 000 000 копий. С момента своего выхода заглавный трек альбома доминировал на радиостанциях и побивал рекорды чартов на протяжении 2000 и 2001 годов. spoken word-песня «Vampires» принесла группе первую номинацию на премию «Грэмми». Песня «Greed» принесла группе Boston Music Awards в номинацию на сингл и видео года.

## Список композиций
| №                   | Название            | Автор(ы)               | Длительность |
| ------------------- | ------------------- | ---------------------- | ------------ |
| 1.                  | «Sick of Life»      | Эрна                   | 3:52         |
| 2.                  | «Awake»             | Эрна                   | 5:04         |
| 3.                  | «Greed»             | Эрна                   | 3:28         |
| 4.                  | «Bad Magick»        | Эрна                   | 4:14         |
| 5.                  | «Goin' Down»        | Эрна, Меррилл, Ромбола | 3:22         |
| 6.                  | «Mistakes»          | Эрна, Ромбола          | 5:58         |
| 7.                  | «Trippin'»          | Эрна, Ромбола          | 4:55         |
| 8.                  | «Forgive Me»        | Эрна                   | 4:19         |
| 9.                  | «Vampires»          | Эрна, Меррилл          | 3:45         |
| 10.                 | «The Journey»       | Эрна, Ромбола          | 0:49         |
| 11.                 | «Spiral»            | Эрна, Ромбола          | 5:34         |
| Общая длительность: | Общая длительность: | Общая длительность:    | 45:20        |

| №                   | Название                           | Автор                                             | Длительность |
| ------------------- | ---------------------------------- | ------------------------------------------------- | ------------ |
| 12.                 | «Why»                              | Эрна                                              | 3:15         |
| 13.                 | «Sweet Leaf» (кавер Black Sabbath) | Тони Айомми, Оззи Осборн, Гизер Батлер, Билл Уорд | 4:55         |
| Общая длительность: | Общая длительность:                | Общая длительность:                               | 53:30        |

## Участники записи
- Салли Эрна — вокал, ритм-гитара
- Тони Ромбола — соло-гитара, бэк-вокал
- Робби Меррилл — бас-гитара
- Томми Стюарт — барабаны, перкуссия

## Позиции в чартах и сертификации

### Чарты
Альбом
| Чарт (2000)    | Высшая позиция |
| -------------- | -------------- |
| Австралия      | 26             |
| Германия       | 59             |
| Новая Зеландия | 38             |
| Канада         | 9              |
| США            | 5              |

Синглы
| Год  | Песня        | Чарт                       | Номер позиции |
| ---- | ------------ | -------------------------- | ------------- |
| 2000 | «Awake»      | Hot Mainstream Rock Tracks | 1             |
| 2000 | «Awake»      | Alternative Songs          | 12            |
| 2001 | «Bad Magick» | Hot Mainstream Rock Tracks | 12            |
| 2001 | «Bad Magick» | Alternative Songs          | 28            |
| 2001 | «Greed»      | Hot Mainstream Rock Tracks | 3             |
| 2001 | «Greed»      | Alternative Songs          | 28            |

### Сертификации
| Регион                                                      | Сертификация  | Продажи   |
| ----------------------------------------------------------- | ------------- | --------- |
| Канада (Music Canada)                                       | Платиновый    | 100 000^  |
| США (RIAA)                                                  | 2× Платиновый | 2,500,000 |
| ^ Данные о тиражах приведены только на основе сертификации. |               |           |